# Chillia (Pataz)
Chillia, llamada de facto Chilia, forma generalizada en los medios, es una localidad peruana capital del distrito homónimo, ubicado en la provincia de Pataz en el departamento de La Libertad. Se ubica aproximadamente a unos 350 kilómetros al sureste de la ciudad de Trujillo.